# Parafia św. Bartłomieja Apostoła i św. Wojciecha Biskupa i Męczennika w Strzegocinie
Parafia św. Bartłomieja Apostoła i św. Wojciecha Biskupa i Męczennika w Strzegocinie – rzymskokatolicka parafia należąca do dekanatu Kutno – św. Michała Archanioła w diecezji łowickiej, która została erygowana w XIV w. 

## Proboszczowie
- ks. Zbigniew Strzałkowski (2007–2024)[1]
- ks. Andrzej Rzeźnicki (od 2024 )[1]

Parafia liczy 2517 wiernych.

## Zasięg parafii
Do parafii należą wierni z miejscowości:    
Anusin, Anusin-Józinki, Gledzianów, Julinki, Ktery A, Ktery B, Ktery SK, Kuchary Kolonia, Kuchary Wieś, Leszno Majątek, Leszno Wieś, Malewo, Marcinów, Marianki, Obidówek, Strzegocin, Kolonia Strzegocin.     